# Antichrist
Antichrist je drugi studijski album norveškog black metal-sastava Gorgoroth. Diskografska kuća Malicious Records objavila ga je 3. lipnja 1996. godine na vinilu ograničen na 500 primjeraka. Album je ponovno objavljen 1999. godine i remasteriranu verziju 2005. godine, objavila ga je diskografska kuća Season of Mist, na vinilu Agonia Records ograničen na 1000 primjeraka i 2006. Back on Black Records objavila album na vinilu. Prvi je album s pjevačem Pestom i bubnjarom Frostom i posljednji s pjevačem Hatom.

## Popis pjesama
Glazba: Infernus.
| 1.    | »En stram lukt av kristent blod« (Rang Miris kršćanske krvi) |          | 0:20 |
| 2.    | »Bergtrollets hevn« (Osveta gorskog trola)                   | Hat      | 3:51 |
| 3.    | »Gorgoroth«                                                  | Hat      | 6:05 |
| 4.    | »Possessed (By Satan)«                                       | Infernus | 4:50 |
| 5.    | »Heavens Fall«                                               |          | 3:41 |
| 6.    | »Sorg« (Tuga)                                                | Hat      | 6:12 |
| 24:59 |                                                              |          |      |

## Zasluge
Gorgoroth
- Hat - vokali
- Infernus - gitara, bas-gitara
- Frost - bubnjevi

Dodatni glazbenici
- Pest - vokali (pjesme 1., 4. – 5.)
- D.A. - vokali (pjesma 1.)